# Charminus minor
Charminus minor is een spinnensoort in de taxonomische indeling van de kraamwebspinnen (Pisauridae).
Het dier behoort tot het geslacht Charminus. De wetenschappelijke naam van de soort werd voor het eerst geldig gepubliceerd in 1928 door Roger de Lessert.